# Mercedes Lambre
Mercedes Lambre all'anagrafe Mercedes Rodríguez Lambre (La Plata, 5 ottobre 1992) è un'attrice argentina.
Si è fatta conoscere dal pubblico per l'interpretazione di Ludmilla Ferro, nemica della protagonista nella telenovela argentina Violetta e successivamente per quello di Emma in Heidi Bienvenida.

## Biografia
Mercedes Lambre nasce il 5 ottobre 1992 a La Plata, dove ha studiato recitazione con Lito Cruz, Gastón Marioni, Augusto Britez e Alejandro Orduna. Inoltre, studia canto all'Academia CEFOA per quattro anni con Gabriel Giangrante e ballo per sette anni, specializzandosi in danza jazz, spagnola e street dance.
Studia recitazione con Mónica Bruni. 

## Carriera

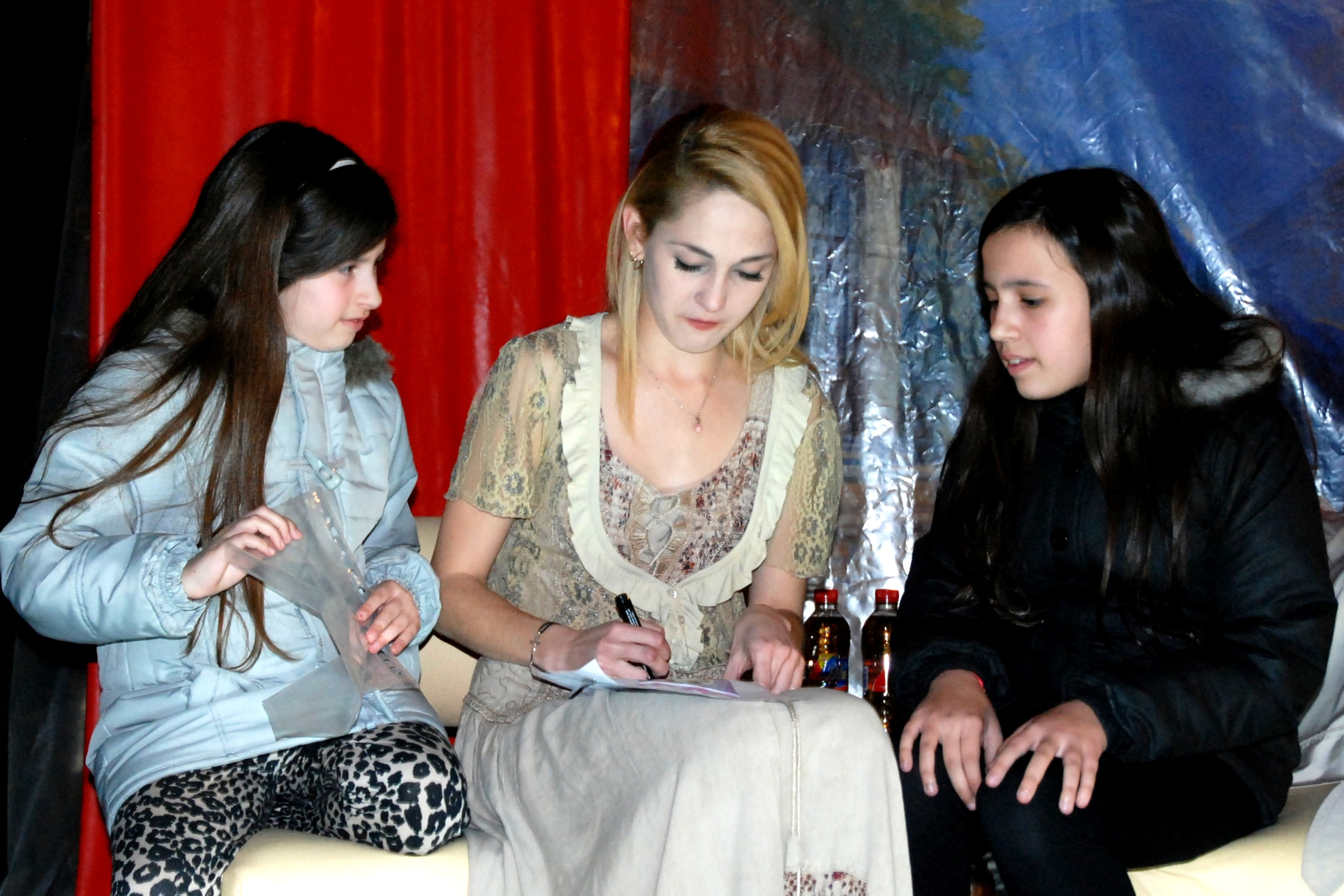
Mercedes Lambre insieme a due fan nel 2013 alla Sociedad Suiza de Socorros Mutuos di La Plata

Inizia la sua carriera artistica come modello televisivo per il canale argentino a pagamento Utilísima. 
Dopo due casting, nel 2012,  diventa l'antagonista principale Ludmilla nella telenovela Violetta per tutte e tre le stagioni fino al 2015, vincendo per due anni consecutivi il premio come "Antagonista preferita" ai Kids' Choice Awards Argentina. Insieme al cast del serial televisivo, nel luglio del 2013, inizia il tour musicale Violetta - Il concerto, girando l'America Latina, Italia, Francia e Spagna fino al marzo del 2014. Nel 2015, invece, recita nel Violetta Live sempre nel ruolo di Ludmilla.
Nel 2016 viene pubblicato il lungometraggio Tini - La nuova vita di Violetta, dove intraprende nuovamente la parte di Ludmilla. Nel maggio dello stesso anno recita nella commedia musicale Los Fabulosos BUU, mentre nel novembre è Dorotea nell'opera Cardenio, tratto da un'opera di William Shakespeare. Alla fine del 2016 inizia le registrazioni della telenovela Heidi Bienvenida, dove interpreta Emma per la prima stagione che vede la luce l'anno successivo. Il 17 e 18 giugno riprende il ruolo di Emma nell'adattamento teatrale, nello spettacolo Heidi, bienvenida a casa (come il titolo originale della serie) al Teatro Astral di Buenos Aires. Nell'ottobre del 2017 conduce la premiazione dei Kids' Choice Awards Argentina insieme a El Chino Leunis. Nel 2018 torna ad interpretare Emma nella seconda stagione di Heidi Bienvenida. Nel 2019 è ancora Emma nel film Inolvidable Heidi, sequel della telenovela Heidi Bienvenida.

## Vita privata
Tra il 2012 e il 2013 è stata fidanzata con l'attore Pablo Espinosa. 
Dal 2017 ha una relazione con  Ezequiel Freidzon, proprietario di una caffetteria specializzata, con cui si sposa nel 2020. Il 4 dicembre 2024 è nata loro figlia Elise.

## Filmografia

### Cinema
- Violetta: En concierto, regia di Matthew Amos (2014)
- Violetta - Backstage Pass, regia di Matthew Amos (2014)
- Tini - La nuova vita di Violetta (Tini: El gran cambio de Violetta), regia di Juan Pablo Buscarini (2016)
- Yo, traidor, regia di Rodrigo Fernández Engler (2022)

### Televisione
- Violetta (Violetta) - serial TV, 240 puntate (2012-2015)
- Heidi Bienvenida (Heidi, bienvenida a casa) - serial TV, 120 puntate (2017-2019)
- WTF! Con la música a otra parte - serie TV, 16 puntate (2021-2022)

### Web serie
- Ludmila Cyberst@r, 8 episodi (2012)

## Programmi televisivi
- Kids' Choice Awards Argentina (Nickelodeon, 2017)
- Disney Planet (Disney Channel, 2019)

## Teatro
- Violetta - Il concerto (Violetta en vivo), regia di Jorge Nisco, Martín Saban (2013-2014)
- Violetta Live, regia di Jorge Nisco, Martín Saban (2015)
- Los Fabulosos BUU, regia di Rubén Viani (2016)
- Cardenio, regia di Patrico Orozco (2016)
- Heidi, bienvenida a casa, diretto da Jorge Montero e Mariano Musumeci (2017)
- El principito experiencia holográfica, diretto da Norman Ruiz (2019)
- Hijos a la carta, diretto da Ezequiel Tronconi (2022-2023)
- La culpa es de Ginebra, diretto da Esteban Prol (2023)
- Es sólo sexo, diretto da Ivan Romero Sineiro (2023-2024)

## Discografia

### Partecipazioni
- 2012 - AA.VV. Violetta: La musica è il mio mondo
- 2012 - AA.VV. Violetta: Noi siamo V-Lovers
- 2013 - AA.VV. Hoy somos más
- 2013 - AA.VV. Violetta - Il concerto
- 2013 - AA.VV. Violetta - Le canzoni più belle
- 2014 - AA.VV. Violetta - Gira mi canción
- 2014 - AA.VV. Violetta - V-Lovers 4ever
- 2015 - AA.VV. Crecimos juntos
- 2015 - AA.VV. V-Lovers Choice
- 2017 - AA.VV. Heidi Bienvenida - Nel posto che vorrai
- 2022 - AA.VV. WTF! Con la Música a Otra Parte Temporada 2 (Soundtrack Original de la serie de Flow)

## Riconoscimenti
- Kids' Choice Awards Argentina
  - 2012 – Antagonista preferita per Violetta[15].
  - 2013 – Antagonista preferita per Violetta[16].
  - 2014 – Candidatura per l'attrice preferita per Violetta[17].
  - 2017 – Candidatura per l'attrice preferita per Heidi Bienvenida[18][19].
- Kids' Choice Awards México
  - 2013 – Candidatura per l'antagonista preferita per Violetta[20].
  - 2017 – Preselezione per l'attrice preferita per Heidi Bienvenida[21][22].
- Kids' Choice Awards Colombia
  - 2014 – Antagonista preferita per Violetta[23].
  - 2017 – Candidatura per l'attrice preferita per Heidi Bienvenida[24][25].

## Doppiatrici italiane
Nelle versioni in italiano dei suoi film, Mercedes Lambre è stata doppiata da:
- Alessia Amendola in Violetta, Tini - La nuova vita di Violetta[26].
- Monica Vulcano in Heidi Bienvenida[27].